# كتاب الإدعاء الخاص - بولندا
كتاب الادعاء الخاص - بولندا ((بالألمانية: Sonderfahndungsbuch Polen)‏، (بالبولندية: Specjalna księga Polaków ściganych listem gończym)‏ كانت قائمة أعدها الألمان مباشرة قبل بداية الحرب، التي حددت أكثر من 61,000 من أعضاء النخبة البولندية: نشطاء ومثقفين وعلماء والجهات الفاعلة، والضباط السابقين، وغيرهم من الشخصيات البارزة، الذين كانو من المقرر أن يعتقلو أو يتم تصفيتهم بعد الغزو.

## التاريخ
قبل ما يقرب من عامين من غزو الجمهورية البولندية الثانية، بين عامي 1937 و1939، كان Sonderfahndungsbuch Polen يجري إعداده سرا في ألمانيا. قام بتجميعها وحدة "Zentralstelle IIP Polen" (الوحدة المركزية IIP-Poland) التابعة لغيستابو («شرطة الدولة السرية») بمساعدة بعض أعضاء الأقلية الألمانية الذين كانوا يعيشون في بولندا قبل الحرب.

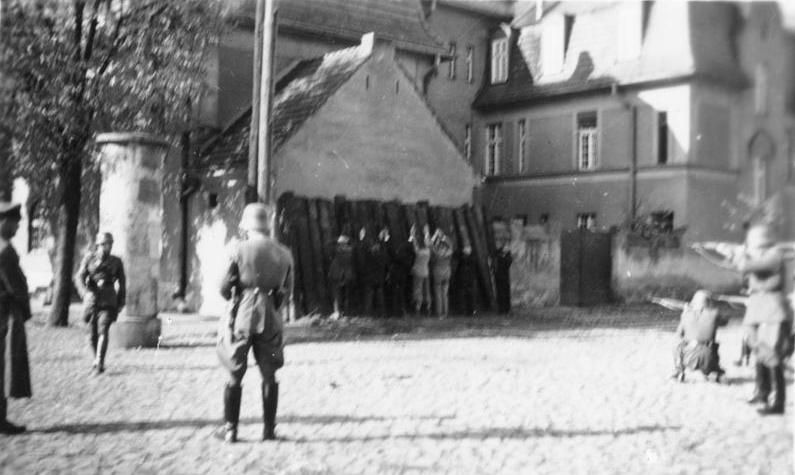
إعدام البولنديين في كورنيك بواسطة إس إس-أينزاتسغروبن، 20 أكتوبر 1939. صورة من الأرشيف الفيدرالي الألماني

تم إنشاء الوحدة المركزية IIP-Poland من قِبل راينهارد هايدريش من أجل تنسيق التطهير العرقي لجميع البولنديين في «عملية تانينبرغ» والقضاء على المثقفين، وهما اسمان رمزيان لأعمال الإبادة الموجهة ضد الشعب البولندي خلال المراحل الأولى من الحرب العالمية الثانية.